# Escuadrones de la muerte (Uruguay)
Los escuadrones de la muerte, también conocidos como Comandos Caza Tupamaros o Defensa Armada Nacionalista (DAN), fueron grupos que operaron en Uruguay en las décadas de los años 1960 y 1970. Integraron un movimiento de contrainsurgencia conformado por civiles, y algunos militares y policías cuyo accionar tenía por objeto la represión de integrantes del Movimiento de Liberación Nacional-Tupamaros.
Si bien la información públicamente disponible es muy escasa, en 2009 un documento desclasificado por el National Security Archive de Estados Unidos confirmó que en 1972 la embajada de los Estados Unidos en Uruguay creía en la existencia de los escuadrones de la muerte. Para la diplomacia estadounidense de la época, los homicidios de los jóvenes militantes del Movimiento de Liberación Nacional-Tupamaros, Abel Ayala, Héctor Castagnetto, Manuel Ramos Filippini e Ibero Gutiérrez podrían haber sido obra de los escuadrones de la muerte.
También en 2009 la justicia uruguaya procesó al exfotógrafo policial Nelson Bardesio y al exagente de la Dirección Nacional de Información e Inteligencia, Pedro Freitas por homicidio muy especialmente agravado. El entonces fiscal letrado en lo Penal de 1º Turno, Ricardo Perciballe, solicitó también el procesamiento y prisión de Miguel Antonio Sofía Abeleira por el delito de asociación para delinquir en calidad de autor en concurrencia fuera de la reiteración con un delito de desaparición forzada y dos delitos de homicidio muy especialmente agravados en calidad de coautor. La jueza Eustachio había solicitado la captura de Sofía sólo a nivel nacional, aunque todo hacía suponer que se encontraba fuera del país. No obstante, el defensor de Sofía, Miguel Langón, solicitó la clausura y archivo de la indagatoria por los crímenes de los escuadrones de la muerte, alegando la prescripción de los delitos y la ausencia de pruebas. Langón argumentó que "no hay prueba directa ni orden material, ni testimonios válidos" que demuestren la existencia de esa organización parapolicial, sobre principios de la década del '70. La orden de captura que pesaba sobre Sofía se transformó en internacional. El 9 de enero de 2019, diez años después de que fuera solicitado su procesamiento, es detenido por INTERPOL en la ciudad de Montevideo, durante un operativo que incluyó un allanamiento en Punta del Este donde fueron encontrados miembros de su familia. Fue conducido a declarar por los delitos de lesa humanidad de los que es acusado.
El 24 de febrero de 1972 los tupamaros secuestraron a Nelson Bardesio quien habría confesado en la Cárcel del Pueblo la existencia de una organización terrorista integrada por civiles, militares y policías responsable del secuestro y muerte de los tupamaros Abel Ayala, Héctor Castagnetto, Manuel Ramos Filippini e Íbero Gutiérrez. Bardesio habría sostenido que había recibido entrenamiento en Buenos Aires, mientras que otros miembros lo habían recibido en Brasil y que autoridades de ambos países habían provisto a los escuadrones de armas y explosivos. Habría confirmado que los escuadrones había atentado con explosivos contra el domicilio de varios abogados defensores de presos políticos y realizado un secuestro extorsivo contra el abogado de una empresa textil. El testimonio más impactante de Bardesio habría sido su participación directa junto a otros integrantes de los escuadrones en el secuestro de Castagnetto y la revelación de que su cadáver había sido arrojado a la bahía de Montevideo.  
El 14 de abril de 1972 los tupamaros asesinaron a Armando Acosta y Lara, al subcomisario Oscar Delega, al agente Carlos Leites y al capitán de Corbeta, Ernesto Motto, todos acusados de supuestamente pertenecer a los escuadrones de la muerte. Acosta y Lara estaba acusado de ser uno de los ideólogos. Estos hechos promovieron una inmediata respuesta represiva de las Fuerzas Conjuntas que condujeron a la muerte de ocho tupamaros. Al día siguiente, en la sesión parlamentaria que aprobó el Estado de Guerra Interno, el senador Enrique Erro denunció la existencia del organismo parapolicial y leyó las fotocopias de actas levantadas por el MLN-T sobre la base de las declaraciones de Bardesio. Posteriormente, el senador Juan Pablo Terra Gallinal denunció en el Senado las declaraciones voluntarias de un exagente policial, Nelson Mario Benítez.